# アダルベルト・ジャルディム
アダルベルト・ジャルディム (Adalberto Jardim､1964年7月21日 - )はブラジルのレーシングドライバーである。サンパウロ出身。

## 人物
1997年のデビュー以来、フォーミュラ・トラックやストックカー・ブラジル等､ブラジル国内で20年以上に渡って活躍している。中でもフォーミュラ・トラックはブラジル国内で人気カテゴリーのレースとなり、ジャダムはこのレースのパイオニアの1人として知られている。また、ブラジルやアルゼンチンなどのサーキットにて開催されていた南米ツーリングカー選手権に参戦した経験を持ち、日産のドライバーとして日産・プリメーラで参戦した。

## レース戦績

### 南米ツーリングカー選手権
| 年     | チーム               | 使用車両         | 1     | 2       | 3      | 4   | 5   | 6   | 7   | 8   | 9   | 10  | 11  | 12  | 順位 | ポイント |
| ------ | -------------------- | ---------------- | ----- | ------- | ------ | --- | --- | --- | --- | --- | --- | --- | --- | --- | ---- | -------- |
| 1998年 | CD・モータースポーツ | 日産・プリメーラ | AOA 8 | AOA Ret | ROD 13 | RMD | LRD | AHD | KUR | OBA | AOA | CAS | AJM | SAO | 21位 | 3        |